# Церковь Успения Божией Матери (Муравлянка)
Церковь Успения Божией Матери в селе Муравлянка — православный храм Рязанской епархии, освящённый в честь православного праздника Успения Пресвятой Богородицы.
Обиходное название – Успенская церковь.
Церковь была расположена в селе Муравлянка, Сапожковского уезда, Рязанской губернии (ныне  - село Муравлянка Сараевского района Рязанской области).
Статус – сохранена, частично разрушена, не действующая.

## История

### Период Российской Империи
Муровлянка в качестве села Козловского уезда, Борецкаго стана, с 

«часовнею Покрова Богородицы»
 упоминается в окладной книге 1676 года, где показано: 

«у той часовни двор дьякона Авраама, в приход, по его скаске, восемь дворов детей боярских, церковной земли двадцать четвертей в поле, а в дву потомуж, сенных покосов на двадцать копен и, по новому окладу, доведётся с той часовни дани тридцать два алтына, пошлины гривна, да вместо въезжих и кормовых – с рубля – по восьми алтын по две деньги и того восемь алтын пять денег. Обложена в 205 (1697) году».
Время построения на месте часовни Покровской церкви относится к началу XVIII столетия. Вместо устроенной в XVIII столетии Покровской церкви, в 1798 году построена была деревянная церковь в честь Успения Божией Матери с приделом Покровским.
В 1817 и 1823 годах прихожане Успенской церкви просили дозволения на перекрытие церкви, а в 1832 году – на поправку икон и иконостаса, в 1875 году в Успенской церкви устроен был, вместо обветшалого, новый престол и освящён местным священником. Церковной земли во владении причта состояло 54 дес., на что имелись план и межевая книга.
В состав прихода кроме села с 191 двором, входили деревни: Дубровка с 56 дворами, Дмитриевка с 6 дворами, Ниловка (в 3 верстах) с 25 дворами, Александровка (в 5 верстах) с 21 двором, Анниская (в 6 верстах) с 15 дворами, Николаевка (в 8 верстах) с 9 дворами, Пономарёвка (в 9 верстах) с 11 дворами и село Ремезово (в 10 верстах) с 35 дворами, в коих числится мужского полу 1384 человека, женского полу 1382 человека.
По штату 1873 года в причте положены 1 священник и 1 псаломщик.

### Период после 1917 года
Во времена Советской власти начались массовые гонения со стороны государственных органов на духовных лиц, а также была организована работа по изъятию церковных ценностей, по разрушению и перепрофилированию, занимаемых ими зданий. Многие церкви были разрушены.
Изначально построенный (1898-1918), вместо деревянной Успенской церкви, новый каменный храм, в советское время, после закрытия в 1936 году, стал домом культуры, потом вообще был приспособлен под складское помещение. После пожара от здания остались только руины.

## Фотогалерея Успенской церкви

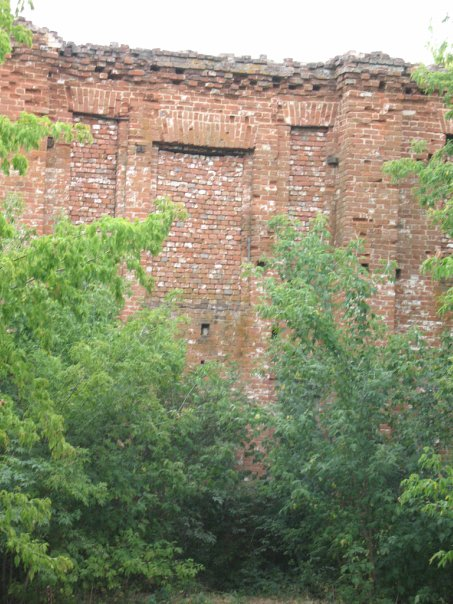
Успенская церковь в селе Муравлянка, 2011 год
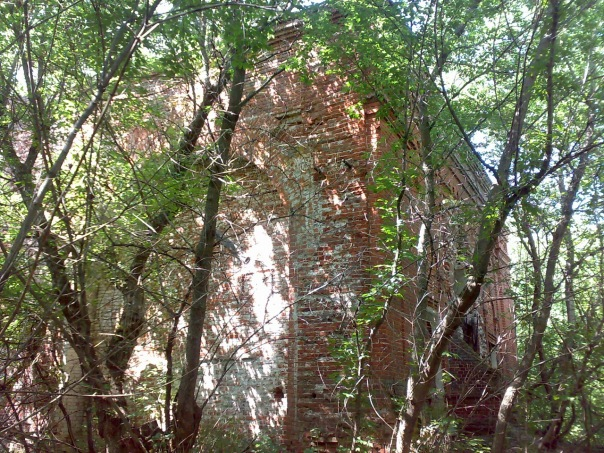
Успенская церковь в селе Муравлянка, 2011 год
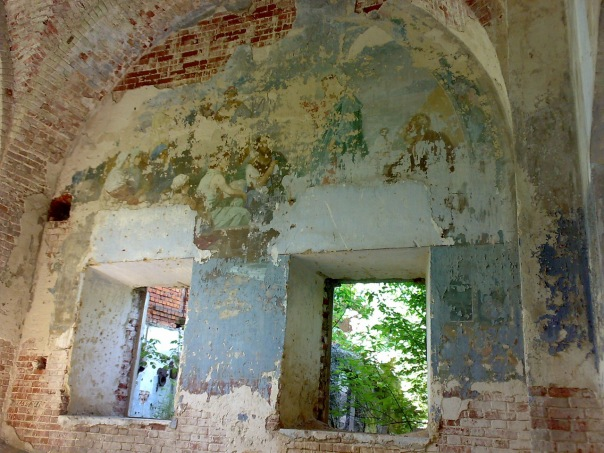
Успенская церковь в селе Муравлянка, 2011 год
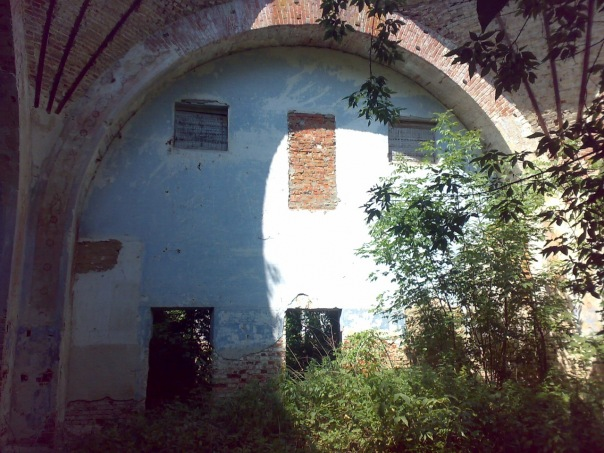
Успенская церковь в селе Муравлянка, 2011 год
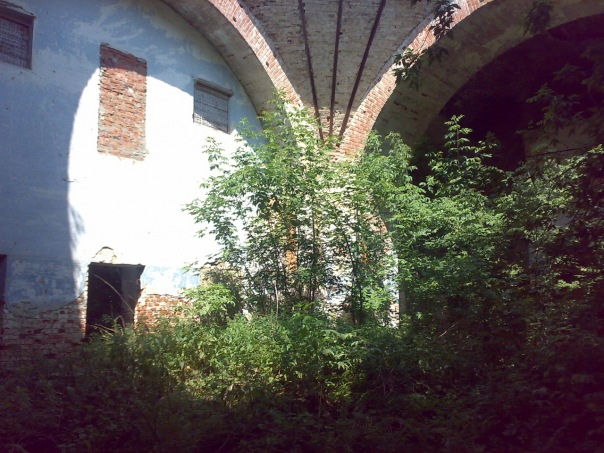
Успенская церковь в селе Муравлянка, 2011 год
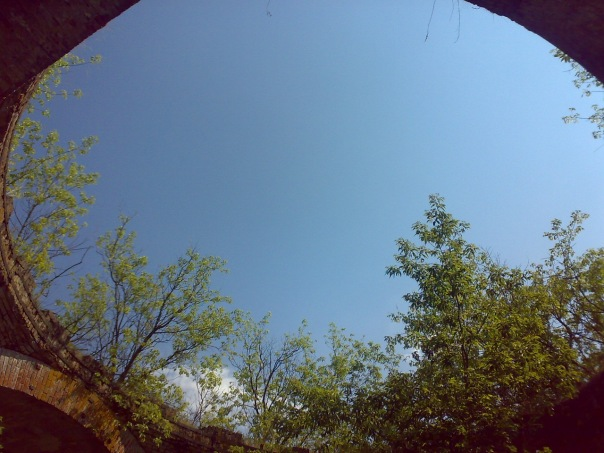
Успенская церковь в селе Муравлянка, 2011 год
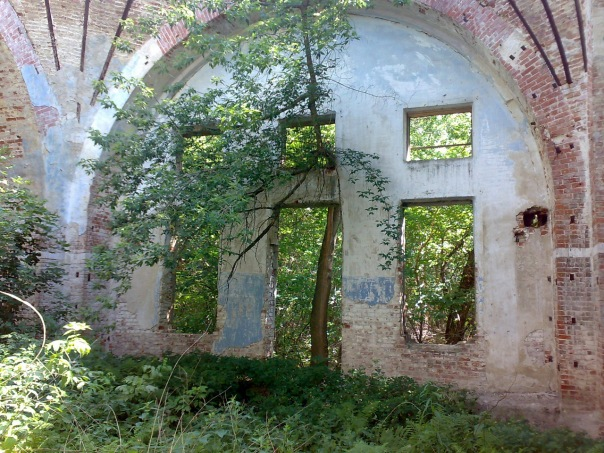
Успенская церковь в селе Муравлянка, 2011 год
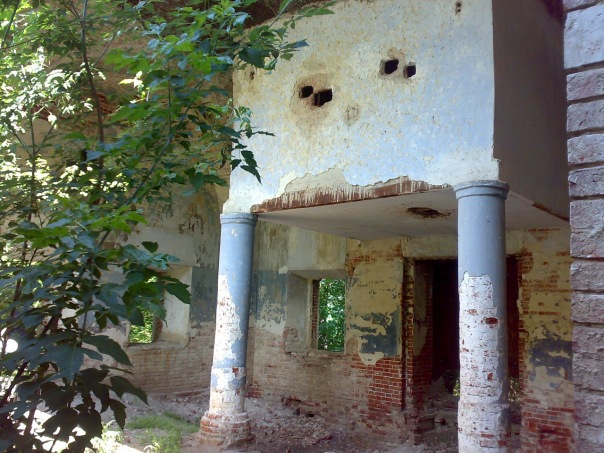
Успенская церковь в селе Муравлянка, 2011 год

## Известные священнослужители церкви
- Иоанн Аврамиев, род. в 1708 г. апр. 22
- Иоанн Михайлов
- Илья Софрониев упом. с 1779-1817 гг.
- Прокопий Варфоломеев упом. с 1803-1828 гг.
- Исай Васильев Муровленский упом. с 12 декабря 1817-1851 гг.
- Прохор Симеонов Ухватов упом. с 6 марта 1830-1854 гг.
- Пётр Прохоров Метисов упом. с 29 ноября 1854-1874 гг.
- Симеон Васильев Зимин упом. с 1851 г.[3][8][9][10]